# Heliconius sulphureofasciata
Heliconius sulphureofasciata är en fjärilsart som beskrevs av Heinrich Neustetter 1925. Heliconius sulphureofasciata ingår i släktet Heliconius och familjen praktfjärilar. Inga underarter finns listade i Catalogue of Life.